# Tjörnarps gamla kyrka
Tjörnarps gamla kyrka är en kyrkoruin i Tjörnarps församling, Höörs kommun, Sverige. Den är belägen nära Tjörnarps nya kyrka.
Kyrkan byggdes under 1100-talets andra hälft och bestod då av långhus, kor och absid, likt andra romanska kyrkobyggnader. Ett torn har tillfogats senare. 1803 revs medeltidsabsiden och koret förlängdes.
På 1860-talet var kyrkan alltför förfallen varför den ersattes av den nya kyrkan (invigd 1864) och revs. Dopfunten från 1100-talet och kyrkklockorna sparades och flyttades till nya kyrkan.
Rester av kyrkans murar har bevarats på kyrkogården. Dessa undersöktes och konserverades i början av 1960-talet. Delar av kyrkan har rekonstruerats och altaret är nytt.